# Etelvina Villanueva y Saavedra
Etelvina Villanueva y Saavedra, née à Lima, au Pérou, en 1897 et morte à La Paz, en Bolivie en 1969, est une poétesse, éducatrice intellectuelle socialiste et activiste féministe péruvienne .   

## Activisme féministe
En 1923, elle participe avec María Sánchez Bustamante à la création du premier groupe féministe, à La Paz en Bolivie : El Ateneo Femenino (es).  L'objectif est de lutter pour l'égalité des droits civils et politiques, en s'occupant de la formation humaniste et artistique à laquelle participent des artistes, journalistes, enseignantes et autrices : Leticia Antezana de Alberti, Elvira Benguria, Fidelia Corral de Sánchez, Marina Lijerón, Julia Reyes Ortiz de Cañedo, Ema Alina Palfray, Emma Pérez de Carvajal, María Josefa Saavedra, Ana Rosa Tornero de Bilbao la Vieja et Ana Rosa Vásquez.
Elles créent également leur propre journal « Eco Femenino  ». Ana Rosa Tornero dirige par la suite le magazine et publie des essais et articles sur le féminisme .  
De formation marxiste, Etelvina Villanueva y Saavedra fonde en 1934, à Potosí, un autre groupe féministe important : Legión Femenina de Educación Popular de America (Légion féminine pour l'éducation populaire américaine), dont le but est de créer une action socialiste des femmes sur le continent latino américain. Le groupe cherche à améliorer le statut des femmes, quelle que soit leur classe sociale, en préconisant des changements de Lois . Elles fournissent une assistance aux pauvres, défendent les mères célibataires et leurs enfants . L'organisation permet également aux femmes boliviennes de participer aux débats féministes internationaux.

## Vie personnelle
Son époux est un médecin de Chuquisaca, Carlos Arguedas Gumucio.

## Postérité
Etelvina Villanueva y Saavedra fait partie des femmes citées dans l’œuvre féministe The Dinner Party de Judy Chicago réalisée de 1974 à 1979.